# Ferenc Rados
Dans le nom hongrois Rados Ferenc, le nom de famille précède le prénom, mais cet article utilise l’ordre habituel en français Ferenc Rados, où le prénom précède le nom.
Ferenc Rados (né le 26 octobre 1934 à Budapest et mort le 25 février 2025,) est un pianiste et professeur de piano et de musique de chambre hongrois.

## Biographie
Ferenc Rados a enseigné à l'université de musique Franz-Liszt à Budapest en Hongrie jusqu'en 1996. Depuis sa retraite, il voyage en donnant des cours de maître en Europe et en Asie.
Il a joué au Verbier Festival le 20 juillet 2014. La performance comprenait une des cinq dernières sonates de Beethoven, la sonate pour piano n°28.

## Élèves notables
- Søren Nils Eichberg (compositeur)
- András Fejér (violoncelliste)[4]
- Keren Hanan (pianiste)[5]
- Barnabás Kelemen (violoniste)[6]
- Zoltán Kocsis (pianiste, chef d'orchestre, compositeur)[7]
- Matteo Marchisano-Adamo (compositeur, réalisateur)[8]
- Dezső Ránki (pianiste)[9]
- András Schiff (pianiste, chef d'orchestre)[10]
- Balázs Szokolay (pianiste)[11]
- SooJin Anjou (pianiste)
- Arno Waschk (pianiste, chef d'orchestre, compositeur)
- Hyung-Ki Joo (pianiste)
- András Kemenes (pianiste)
- Latica Honda-Rosenberg (violoniste)
- Andres Carciente (pianiste)
- Marina Chiche (violoniste)
- Miriam Gómez-Morán (pianiste)